# Radical 66
Le radical 66, qui signifie frappement, est un des 35 des 214 radicaux chinois répertoriés dans le dictionnaire de Kangxi composés de quatre traits.
Le caractère Unicode de 攴 est 6534.

## Caractères avec le radical 66
| nombre de traits          | caractères                                   |
| ------------------------- | -------------------------------------------- |
| Sans trait supplémentaire | 攴 攵                                        |
| 2 traits supplémentaires  | 收 攷                                        |
| 3 traits supplémentaires  | 攸 改 攺 攻 攼                               |
| 4 traits supplémentaires  | 攽 放 敌                                     |
| 5 traits supplémentaires  | 政 敀 敁 敂 敃 敄 故                         |
| 6 traits supplémentaires  | 敆 敇 效 敉 敊 敋                            |
| 7 traits supplémentaires  | 敍 敎 敏 敐 救 敒 敓 敔 敕 敖 敗 敘 教 敚 敛 |
| 8 traits supplémentaires  | 敜 敝 敞 敟 敠 敡 敢 散 敤 敥 敦 敧 敨 敩 敪 |
| 9 traits supplémentaires  | 敫 敬 敭 敮 敯 数                            |
| 10 traits supplémentaires | 敱 敲 敳                                     |
| 11 traits supplémentaires | 敵 敶 敷 數 敹 敺 敻                         |
| 12 traits supplémentaires | 整 敼 敽 敾 敿                               |
| 13 traits supplémentaires | 厳 斀 斁 斂                                  |
| 14 traits supplémentaires | 斃                                           |
| 15 traits supplémentaires | 斄                                           |
| 16 traits supplémentaires | 斅 斆                                        |